# Алгоритам две најближе тачке
Алгоритам две најближе тачке се користи у разним областима рачунарства. На пример, користи се у попуњавању површина на 3D моделима, за одређивање најкраћег растојања између елемената у електричним колима, детектовање судара два објекта и слично.

## Проблем
У равни је дато n тачака својим координатама (х, у). Одредити растојање на којем су две најближе тачке. Овде ћемо се бавити само дводимензионалним проблемом, мада се проблем може проширити и на више димензија.

## Једно наивно решење
Наивно решење проблема било би да проверимо растојање између сваке две тачке.
```
 
min
 
=
 
distance
(
points
[
0
],
points
[
1
]);

 
for
 
(
 
i
 
=
 
0
;
 
i
 
<
 
n
;
 
i
++
)

 
{

   
for
 
(
 
j
 
=
 
i
+
1
;
 
j
 
<
 
n
;
 
j
++
)

   
{

     
if
 
(
distance
(
points
[
i
],
points
[
j
])
 
<
 
min
)

     
{

       
min
 
=
 
distance
(
points
[
i
],
points
[
j
]);

     
}

   
}

 
}

```

Ово решење изискује О(n2) операција. Постоји боље решење.

## Оптималније решење[1]
Ово решење се заснива на принципу подели па владај. Алгоритам је следећи:
1. Сортирају се тачке по Х координати.
2. Поделе се тачке на две групе са подједнаким бројем тачака једном вертикалном линијом.
3. Нађу се рекурзивно најкраћа растојања за леву и десну страну и назову се dLmin i dRmin.
4. Нека је d = min(dLmin, dRmin). То растојање не мора да буде наше тражено растојање јер постоји могућност да се две најближе тачке налазе баш са различитих страна наше вертикалне линије, али да су јако близу. Зато морамо и то да проверимо.
5. Направи се појас ширине 2d око наше вертикалне линије и одстране се све тачке које не припадају појасу.
6. Нађу се растојања између тачака у појасу и нађе се најмање. Ако је оно мање од d, онда је то тражено растојање. У супротном је d најмање растојање.
7. Постоји једно мало запажање које је корисно напоменути. За сваку тачку у појасу довољно је да се провери само 6 тачака (за разлику од провераве свих тачак у појасу). За велики број тачака, ово може да буде значајан податак. Тиме са квадратног времена прелазимо на линеарно.

Да би се све то урадило, неоходно да су тачке сортиране по y координати.

## Сложеност алгоритма
Ако se не користи приступ последњег корака, сложеност је О(n2), јер је неопходно да се у последњем кораку упореде све тачке са сваком у нашем појасу. Међутим, ако се искористи тај приступ, морају се сортирати тачке у појасу (сложеност је О(n logn)), и остварује се линеарни пролаз кроз њих (О(n)), што на крају даје О(n logn) - бољу сложеност.

## Имплементација оптималнијег алгоритма уC++
```
 
#include
 
<iostream>

 
#include
 
<vector>

 
#include
 
<algorithm>

 
using
 
namespace
 
std
;

 
#define BESKONACNOST 1E10

 
#define EPSILON 1E-10

 
#define MAX_VELICINA 1000

 
// definisemo strukturu Tacka

 
struct
 
Tacka
	

 
{

 
double
 
_x
;

 
double
 
_y
;

 
Tacka
 

 
{
 
_x
 
=
 
BESKONACNOST
;
 
_y
 
=
 
BESKONACNOST
;
 
}

 
Tacka
 
(
 
double
 
x
,
 
double
 
y
 
)
 
{
 
_x
 
=
 
x
;
 
_y
 
=
 
y
;
 
}

 
};

 

 
// globalne promenljive

 
int
 
n
;

 
vector
<
Tacka
>
 
tacke
(
MAX_VELICINA
);

 
bool
 
sortirajPoX
(
const
 
Tacka
&
 
A
,
 
const
 
Tacka
&
 
B
)

 
{

   
//if (A._x == B._x) return A._y < B._y;

   
return
 
A
.
_x
 
<
 
B
.
_x
;

 
}

 
bool
 
sortirajPoY
(
int
 
i
,
 
int
 
j
)

 
{

   
//if (tacke[i]._y == tacke[j]._y) return tacke[i]._x < tacke[j]._x;

   
return
 
tacke
[
i
].
_y
 
<
 
tacke
[
j
].
_y
;

 
}

 
// ovo vraca kvadrat rastojanja

 
double
 
rastojanjeTacaka
(
const
 
Tacka
&
 
A
,
 
const
 
Tacka
&
 
B
)

 
{
 

   
return
 
(
A
.
_x
 
-
 
B
.
_x
)
 
*
 
(
A
.
_x
 
-
 
B
.
_x
)
 
+
 
(
A
.
_y
 
-
 
B
.
_y
)
 
*
 
(
A
.
_y
 
-
 
B
.
_y
);

 
}

 
double
 
resi
(
int
 
indeksiTacakaSortiranihPoY
[
MAX_VELICINA
],
 
int
 
levi
,
 
int
 
desni
)

 
{

   
int
 
i
,
j
,
k
;

   
double
 
dLmin
,
dDmin
,
dmin
;

   
int
 
N
 
=
 
desni
 
-
 
levi
;

   
int
 
s
 
=
 
(
levi
 
+
 
desni
)
/
2
;

   
if
 
(
N
 
<=
 
1
)
 
return
 
BESKONACNOST
;

   
if
 
(
N
 
==
 
2
)
 
return
 
rastojanjeTacaka
(
tacke
[
indeksiTacakaSortiranihPoY
[
0
]],
 
tacke
[
indeksiTacakaSortiranihPoY
[
1
]]);

   
// podeli niz na dva dela

   
int
 
b
[
MAX_VELICINA
];

   
i
=
0
;

   
j
=
 
s
 
-
 
levi
;

   
for
 
(
 
k
 
=
 
0
;
 
k
 
<
 
N
;
 
k
++
)

   
{

      
if
 
(
indeksiTacakaSortiranihPoY
[
k
]
 
<=
 
s
 
&&
 
i
 
<
 
s
-
levi
)

         
b
[
i
++
]
 
=
 
indeksiTacakaSortiranihPoY
[
k
];

      
else

         
b
[
j
++
]
 
=
 
indeksiTacakaSortiranihPoY
[
k
];
		

   
}

   
// nadji minimume u levoj i desnoj polovini rekurzivno	

   
dLmin
 
=
 
resi
(
b
,
levi
,
 
s
);

   
dDmin
 
=
 
resi
(
b
,
s
+
1
,
 
desni
);

   
dmin
 
=
 
min
(
dLmin
,
 
dDmin
);

   
// pronadji ako ima bolje resenje

   
int
 
indeksiTacakaUPojasu
[
MAX_VELICINA
];

   
int
 
t
 
=
 
0
;

   
// izdvoj samo tacke u pojasu [-dmin,dmin] oko vertikalne linije koja razdvaja

   
for
 
(
 
k
 
=
 
0
;
 
k
 
<
 
N
;
 
k
++
)

   
{

      
if
 
(
fabs
(
tacke
[
indeksiTacakaSortiranihPoY
[
k
]].
_x
 
-
 
tacke
[
s
].
_x
)
 
-
 
dmin
 
<
 
EPSILON
)

      
{

         
indeksiTacakaUPojasu
[
t
++
]
 
=
 
indeksiTacakaSortiranihPoY
[
k
];

      
}

   
}

   
// nadji rastojanja izmedju tacaka u pojasu i pronadji najmanje 

   
for
 
(
int
 
i
=
0
;
 
i
<
t
-1
;
 
i
++
)

   
{

      
for
 
(
j
=
 
min
(
i
+
7
,
t
-1
);
 
j
>
i
;
 
j
--
)

      
{

         
double
 
rastojanje
 
=
 
rastojanjeTacaka
(
tacke
[
indeksiTacakaUPojasu
[
i
]],
 
tacke
[
indeksiTacakaUPojasu
[
j
]]);

         
if
 
(
rastojanje
 
<
 
dmin
)

         
{

            
dmin
 
=
 
rastojanje
;

         
}

       
}

   
}

   
return
 
dmin
;

 
}

 
double
 
najkraceRastojanje


 
{

   
int
 
indeksiTacakaSortiranihPoY
[
MAX_VELICINA
];

   
for
 
(
int
 
i
 
=
 
0
 
;
 
i
 
<
 
n
 
;
 
i
++
 
)
 
indeksiTacakaSortiranihPoY
[
i
]
 
=
 
i
;

   
sort
(
tacke
.
begin
,
tacke
.
begin

+
n
,
sortirajPoX
);

   
sort
(
indeksiTacakaSortiranihPoY
,
 
indeksiTacakaSortiranihPoY
 
+
 
n
,
 
sortirajPoY
);

   
return
 
resi
(
indeksiTacakaSortiranihPoY
,
 
0
,
 
n
);

 
}

 
int
 
main


 
{

   
double
 
resenje
;

   
// ucitamo broj tacaka

   
cin
 
>>
 
n
;

   
// ucitavanje tacaka

   
for
 
(
int
 
i
=
0
;
i
<
n
;
i
++
)

   
{

     
cin
 
>>
 
tacke
[
i
].
_x
;

     
cin
 
>>
 
tacke
[
i
].
_y
;

   
}

   
// nadjemo resenje

   
resenje
 
=
 
sqrt
(
najkraceRastojanje
);

   
cout
 
<<
 
resenje
 
<<
 
endl
;

   
return
 
0
;

 
}

```